# Digman!
Digman! ist eine US-amerikanische Zeichentrickserie, die von Neil Campbell und Andy Samberg kreiert wurde und am 22. März 2023 auf Comedy Central Premiere hatte.

## Handlung
Digman! spielt in einer Welt, in der Archäologen Berühmtheiten sind. Rip Digman, ein pensionierter Abenteurer, bereist mit seinem Expertenteam gefährliche Teile der Welt, um legendäre Artefakte zu entdecken und ihren Ruf als furchtlose Abenteurer auszubauen.

## Produktion und Veröffentlichung
Digman! wurde gemeinsam von Andy Samberg und Neil Campbell geschrieben und produziert. Die Produktionsstudios waren CBS Studios, MTV Entertainment Studios, Dandyflower Productions, Lonely Island Classics und Titmouse, Inc. Am 14. September 2022 wurden die Cast der Serie bekannt gegeben: Tim Robinson, Mitra Jouhari, Dale Soules, Guz Khan, Melissa  Fumero und Tim Meadows. Die Serie wurde seit dem 22. März 2023 auf Comedy Central ausgestrahlt. In Deutschland lief die Serie am 2. April 2023 auf Comedy Central Deutschland an.

## Episodenliste
| Nr. (ges.) | Nr. (St.) | Deutscher Titel           | Originaltitel             | Erstausstrahlung Vereinigten Staaten | Deutschsprachige Erstveröffentlichung (D/A/CH) |
| ---------- | --------- | ------------------------- | ------------------------- | ------------------------------------ | ---------------------------------------------- |
| 1          | 1         | Rip Digman                | Pilot                     | 22. März 2023                        | 2. Apr. 2023                                   |
| 2          | 2         | Vertrauen ist schwer      | Et Tu                     | 29. März 2023                        | 9. Apr. 2023                                   |
| 3          | 3         | Fear of GAWD              | Fear of GAWD              | 5. Apr. 2023                         | 16. Apr. 2023                                  |
| 4          | 4         | The Arky Gala             | The Arky Gala             | 12. Apr. 2023                        | 23. Apr. 2023                                  |
| 5          | 5         | The Mile High Club        | The Mile High Club        | 19. Apr. 2023                        | 30. Apr. 2023                                  |
| 6          | 6         | Shakespeare’s Lost Sonnet | Shakespeare’s Lost Sonnet | 26. Apr. 2023                        | 7. Mai 2023                                    |
| 7          | 7         | Im Puschelland            | The Puff People           | 3. Mai 2023                          | 21. Mai 2023                                   |
| 8          | 8         | Der unheilige Gral        | The Grail                 | 10. Mai 2023                         | 28. Mai 2023                                   |